# 蒙古

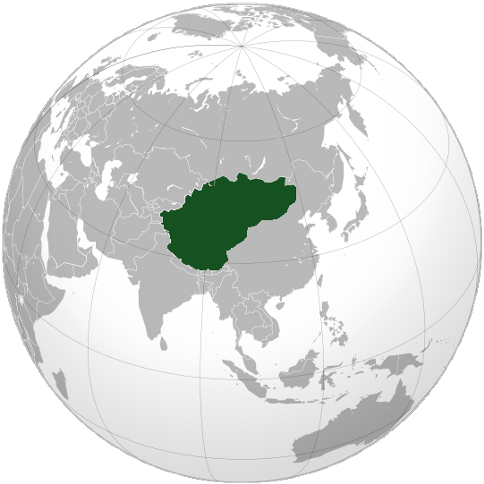
蒙古

蒙古（もうこ）は、モンゴル高原に居住する遊牧民や、彼らが居住する地域についての自らの呼び名モンゴルに対する、中国語による音写の一種。鎌倉時代では、「もうこ」と共に「むくり」や「むこ」などとも呼んでいた。
地域名称としては、おおむねモンゴル人の居住するシベリアと万里の長城の間に位置する「モンゴル高原」を指す呼称で、清代には外蒙古（現モンゴル国）と内蒙古に大別されているが（中華人民共和国では「内蒙古」が現行の自治区名として使用続行中）、中華民国の一時期には、ジェプツンタンパ政権の自治モンゴルやモンゴル人民共和国の実効支配部分（旧・外蒙古）部分のみを指す地域名称としても使用された。
なお、1960年代以降の日本でのみ、蒙古には「おろかで古い」という悪い意味合いがある漢民族による蔑称であるいう解釈が拡散され、日本ではモンゴル人と日本人の合同署名による広告活動で、使用をやめるように運動が起きている
。しかしながら元寇を指す「蒙古襲来」や蒙古斑など、定着している表現もある。また、清代のモンゴル文人であったインザナシは、蒙古の意味を蔑称ではなく「古い習慣を保っている人々」と解釈している。

## 歴史

### 「蒙古」という語彙の出現と用例
モンゴルが歴史の舞台に姿を現すのは7世紀に室韋の一派としてである。当時は「萌古」「蒙兀」「蒙瓦」などとも音写されていた。東のタタル部とは室韋を同祖とする部族であった。
1271年に金を滅ぼすと、国号を蒙古から元（大元ウルス）へと変更した。元の北走の後、北元のチンギス統が途切れるとモンゴルは韃靼と呼ばれることになり、西にオイラトが分裂した。その後清朝の国初より乾隆期にかけて旧韃靼と旧オイラトのほぼ全部族が清朝の支配下に入り、全部族が再び蒙古の名で総称されるようになった。

### 清朝期における「蒙古」への行政区分と「蒙古人」の分布
清朝はモンゴル人を以下の三形態によって組織した。
1. 蒙古八旗--モンゴル人のうち、早期に清朝に複属し、清朝の支配構造の最上位に位置する旗人（八旗）に編成された人々。首都北京の内城と、主要な地方都市に配置された駐防八旗の駐屯地に配置された。
2. 内属蒙古--モンゴルの諸部族のうち、チンギス・ハンまたはアルタン・ハンの直径子孫からなる世襲の部族長が廃止され、清朝皇帝の直轄下に置かれたチャハル部（現河北省のうち、万里の長城の北側に位置する地域）および帰化城トメト部（フフホトの周辺）の２部族。オイラトの諸部族（ホブドの周辺）。
3. 外藩蒙古---ゴビ砂漠の南北に分布する「漠北蒙古」（「外蒙古」）「漠南蒙古」（「内蒙古」）、今日の「新疆」・「青海」などに居住し、清朝より盟旗制度によって編成された全てのモンゴル貴族とその領民。

### 中華民国における「蒙古」
辛亥革命以後、全モンゴルの独立を目指すジェプツンタンパ政権との軍事衝突は、北モンゴル（旧・外蒙古）をジェプツンタンパ政権が、南モンゴル（内蒙古）を民国側が掌握するという形で一応の終息を見た。さらにキャフタ会議を経て締結されたキャフタ協定により、南モンゴルは中国政府の統治下に、北モンゴルはジェプツンタンパ政権のもと、中国の宗主権下の自治地域と位置づけられることになった。

### 北京政府時期（1912年 - 1928年）
中華民国の実効支配が及んだ南モンゴル（内蒙古）では、モンゴル人に対しては清朝期以来の盟旗制が引き続き行われたが、漢人が多数入植した地域を中心に州県制も行われ、また将来の省制施行への前段階としていくつかに分割され、3つの特別区と隣接する省へ併合される地域とに分割された。
- フルンボイル盟（呼倫貝爾盟）→黒竜江省に併合
- ジェリム盟（哲里木盟）→吉林省に併合
- ジョーオダ盟（昭烏達盟）→熱河特別区
- チャハル盟（察哈爾盟）→察哈爾特別区
- ウランチャブ盟（烏蘭察布盟）・イフ・ジョー盟（伊克昭盟）→綏遠特別区

3特別区では、様々な職掌を司る「○○庁長」が置かれたが、特別区の長官「都統」、副長官「鎮守使」、「道尹」など清朝以来の官職名を引き継ぐ呼称が使用されていた。
ジェプツンタンパ政権が実効支配する旧外蒙古の区域に対しても、「中国に帰属する証」として、清朝時代の官職名をほとんどそのまま受け継いだ以下のようなポストが維持され続けた。
- 庫倫辦事大臣（1915年 - 1920年）、庫倫参賛（1920年 - 1922年） - 現在のウランバートル
- 科布多参賛（1912年、1920年 - 1922年）、科布多佐理員（1915年 - 1920年）
- 烏理雅蘇台将軍（1912年）、烏理雅蘇台佐理員（1915年 - 1920年）、烏理雅蘇台参賛（1920年 - 1922年） - ウリャスタイ
- 恰克図佐理員（1915年 - 1920年）、恰克図民政長（1920年 - 1922年）
- 唐努烏梁海参賛（1919年 - 1922年） - タンヌ・ウリャンカイ
- 阿爾泰辦事大臣（1912年 - 1919年）→新疆省に移管、阿山道尹と改称
- 塔爾巴哈台泰参賛（1912年 - 1916年）→新疆省に移管、塔城道尹と改称

1919年 - 1922年にかけて、民国政府が旧・外蒙古を軍事制圧し、一時的に実効支配権を行使した時期があった。1920年における各ポストの改称はこれに対応したものである。この時の行政・軍事を握る徐樹錚が帯びた3職の名が「西北籌備辺使 兼 西北辺防司令 督辦外蒙善後事宜」である。後任の陳毅、李垣らの職名は「庫烏科唐鎮撫使」である。これらの諸ポストは1922年、モンゴル人民革命党政権による中国の軍事・行政機関の一掃に伴い、名目上の後任が任命されることなく消滅した。

### 国民政府時期（1927年 - 1949年）
ソビエト連邦の支援を受けて改組された中国国民党は、1924年に開催した「国民党一回大会」で「中国国内の各民族の自決権を承認」していたこともあり、同党が北伐を成功させて樹立した国民政府では、モンゴル人民共和国領の統治を職掌とするような名目的・形式的ポストは設置されなかった。
国民政府の統治下に入った南モンゴル（内蒙古）では、1928年、3つの特別区に省制が施行された。
- 熱河特別区　→　熱河省
- 察哈爾特別区　→　察哈爾省
- 綏遠特別区　→　綏遠省

南モンゴルのモンゴル人は引き続き清朝・北京政府以来の盟旗制により組織されており、各省による「内地化」に抵抗、モンゴル人によるモンゴル統治を目指す「自治運動」を展開した。これに応じて国民党は1934年「蒙古自治方案」を通達することを決議、南モンゴルの自治運動のリーダーたちをトップに据え、南モンゴルの盟旗を横断的に組織した蒙古地方自治政努委員会、蒙古地方自治指導長官公署等が設置された。
1936年、南モンゴル人は、国民政府の支配から離脱した蒙古軍司令部（同年蒙古軍政府に改組）を樹立、1937年の日中戦争の勃発に伴い、日本の支援を受けつつ、蒙古聯盟自治政府を組織、その後各種改組を経て蒙古自治邦（1941年 - 1945年）が成立した。熱河以東の東部内蒙古は満洲国に組み込まれ、またアルシャー盟は国民政府の支配下にあったため、この「自治邦」の管轄領域は内蒙古の一部を占めるに過ぎなかった。

### 中華民国における「蒙古」と「蒙古地方」の用法
中華民国の行政区画では、内蒙古をモンゴルより切り離して「内地」に組み込んだ結果、中華民国期には、蒙古が旧・外蒙古の区域だけを指す地域名称として使用されることになった。中国の統治下に留まった「内蒙古」の各地方は、国民政府時期、まとめて「蒙古地方」とよ呼ばれた（前節参照）。
例えば国民政府のもとで成立した中華民国憲法には、以下のような用例がある。
第九十一条 監察院設監察委員、由各省、市議會、蒙古、西藏地方議會及華僑團體選舉之。其名額分配、依左列之規定
（日本語訳）第九十一条 監察院は監察委員を設け、各省・市議会、蒙古・西蔵地方の議会及び華僑団体がこれを選挙する。その定数の分配は、次の規定による。
一 各省5人
二 各直轄市2人
三 蒙古各盟旗合計8人
四 西蔵8人
五 国外居留の国民8人 （台北駐日経済文化代表処」訳）
中華民国の行政区画では、「内蒙古」の各地方は「各省」に分割または併合されたので、「内蒙古」という呼称の地域単位は存在しない。上引の「蒙古」は現モンゴル国（旧・外蒙古）部分のみを指す。

### 中華人民共和国における「蒙古」の用法
中国では現在、行政区分としての内蒙古自治区と、民族名としての蒙古族、言語としての蒙古語などに「蒙古」が用いられている。なお、「蒙」は四声の違いにより、愚かという意味の「蒙」とモンゴルを意味する「蒙」は区別される。モンゴル国は公式には「蒙古国」と表記するが、一般には「外蒙古」の呼称が用いられることが多い。